# 鲍里斯·伊凡诺维奇·莫罗佐夫
鲍里斯·伊凡诺维奇·莫罗佐夫（俄语：  ;1590年—1661年）是一位俄羅斯沙皇國政治人物和波雅尔，是阿列克谢·米哈伊洛维奇·罗曼诺夫统治初期的俄羅斯沙皇國領導人。
1634年，莫罗佐夫擔任阿列克谢·米哈伊洛维奇·罗曼诺夫的師傅。此後莫罗佐夫開始干預俄羅斯沙皇國的宫廷事务。